# Guillermo Ros Lluch
Guillermo Ros Lluch (Vinalesa, Valencia, 1988) es un artista y escultor español.
Su obra ha sido definida como violenta, adjetivo que se utilizó en el nombre de su primera exposición al Instituto Valenciano de Arte Moderno. Ha trabajado con materiales tales como el mármol, entre otros tipo de piedra. El 2020 ganó el premio Senyera de Artes Visuales, del Ayuntamiento de Valencia.
El 2021 expuso en solitario en el IVAM, en una exposición donde hizo una crítica a los elementos arquitectónicos presentes en una sala de exhibiciones, como las columnas, que impiden la tarea del artista de exponer su obra. Entre los elementos que utilizó, hubo esculturas de ratones, que contraponía a las columnas. Entre las referencias culturales que formaban parte del relato de la exposición se encontraban la arquitectura del gótico valenciano, los videojuegos, o el manga Berserk, de Kentaro Miura.